# Ридель, Эдуард фон
Эдуа́рд фон Ри́дель (нем. Eduard von Riedel; 1 февраля 1813, Байройте — 24 августа 1885, Штарнберг) — немецкий архитектор.

## Биография
Сын Карла Кристиана Риделя, от которого получил первые уроки рисования. Брат художника Августа Риделя.
Учился в гимназии в родном городе и в Мюнхене. С 1829 года обучался в Мюнхенском университете и художественной академии. В 1834 году настолько успешно сдал выпускные экзамены, что был не только освобождён от военной службы, но и получил государственную стипендию для поездки в Рим. Однако в это время Фридрих фон Гертнер, который ещё раньше распознал его талант и практически взял его на работу, поручил ему руководство строительством церкви Даменштифт. Наконец, в 1839 году Ридель отправился в Италию, где провёл полтора года.
Ридель вернулся в Мюнхен в 1840 году, где его первой работой было оформление частного дома. Этой работой он привлёк к себе внимание баварского короля Людвига I, который назначил его в придворный строительный департамент для строительства резиденции для короля Оттона I в Афинах по проектам Гертнера. В декабре того же года Ридель отправился к новому месту службы, завершил там строительство всего дворца, позаботился о его декоративном украшении и разбивке дворцового сада. Хотя задача Риделя была решена, король Оттон, тем не менее, оставил его на должности придворного архитектора. и полностью использовал его до В 1842 году Эдуард фон женился на Антонии Мор из Мангейма. Он пробыл в Греции до 1850 года, когда был вынужден покинуть Афины и вернуться в Мюнхен из-за вызванной климатом лихорадки в его семье.
В столице Баварии Ридель получил должность инженера-строителя в Департаменте строительства под руководством Лео фон Кленце. На этом посту Ридель принимал активное участие в строительстве Зимнего сада между Резиденцией и Придворным театром и в завершении строительства Пропилей. В 1853 году был назначен инспектором придворного строительства, с 1852 по 1857 годы занимал должность профессора Политехнической школы. Построил мраморный каскад и большой фонтан, а также расширил аркады крыльев во дворце Шлайсхайм. Составил планы церкви цистерцианского монастыря в Мерерау (современная Австрия), собора в Миннесоте (США) и приходской церкви в Дорнбирне.
В 1857 году оставил профессорскую должность, поскольку получил несколько заказов от короля Максимилиана II. Среди этих заказов было подготовить проект для Баварского национального музея, по которым, с небольшими изменениями, здание было построено. По тому же заказу Ридель построил в Богенхаузене здания для захоронения государственных служащих (1863—1865). Кроме того, он представил полностью разработанные проекты нового здания монетного двора и нового университета. С 1861 года Ридель был назначен членом архитектурного комитета, а после смерти Лео фон Кленце в 1864 году — исполняющим обязанностей руководителя строительного отдела королевского двора. В том же году им был подготовлен проект памятника поэту Вольфраму фон Эшенбаху в его родном городе, за что он получил почётное гражданство этого Эшенбаха, а после смерти короля Максимилиана II в том же году им был подготовлен проект погребальной капеллы для этого монарха, после чего Ридель стал советником и директором вышеупомянутого ведомства. В 1872 году Эдуард фон Ридель был назначен директором по строительству королевского двора.
В том же году началось строительство романтического замка Нойшванштайн. Многие источники называют автором проекта Эдуарда фон Риделя, однако имеется точка зрения, согласно которой им был Георг фон Дольман — первые же считают, что Ридель лишь передал Дольману собственные чертежи, поскольку для его преклонных лет и слабого здоровья многочисленные поездки в Швангау были слишком обременительны.
В последние годы жизни Ридель занимался преимущественно бумажной работой, а также мероприятиями по сохранению различных королевских дворцов и зданий в Вюрцбурге, Ашаффенбурге, Байройте. Среди работ, проведённых им на этом поприще, были, например, так называемые Трирские комнаты в королевской Резиденции в Мюнхене, реконструкция дворца Берг и так далее. Эдуарду фон Риделю принадлежит авторство дизайна серебряных урн для хранения сердец королей Людвига I и Максимилиана II, а также чертежи саркофагов для короля Греции Оттона I и королевы Амалии. Также он автор некоторого количества частных зданий и множества предметов декоративно-прикладного искусства, особенно для стекольной фабрики своего друга Вильгельма Штайгервальда. Эдуард фон Ридель скончался 24 августа 1885 года в Штарнберге в кругу семьи после того, как простудился во время деловой поездки в Берхтесгаден.

## Галерея

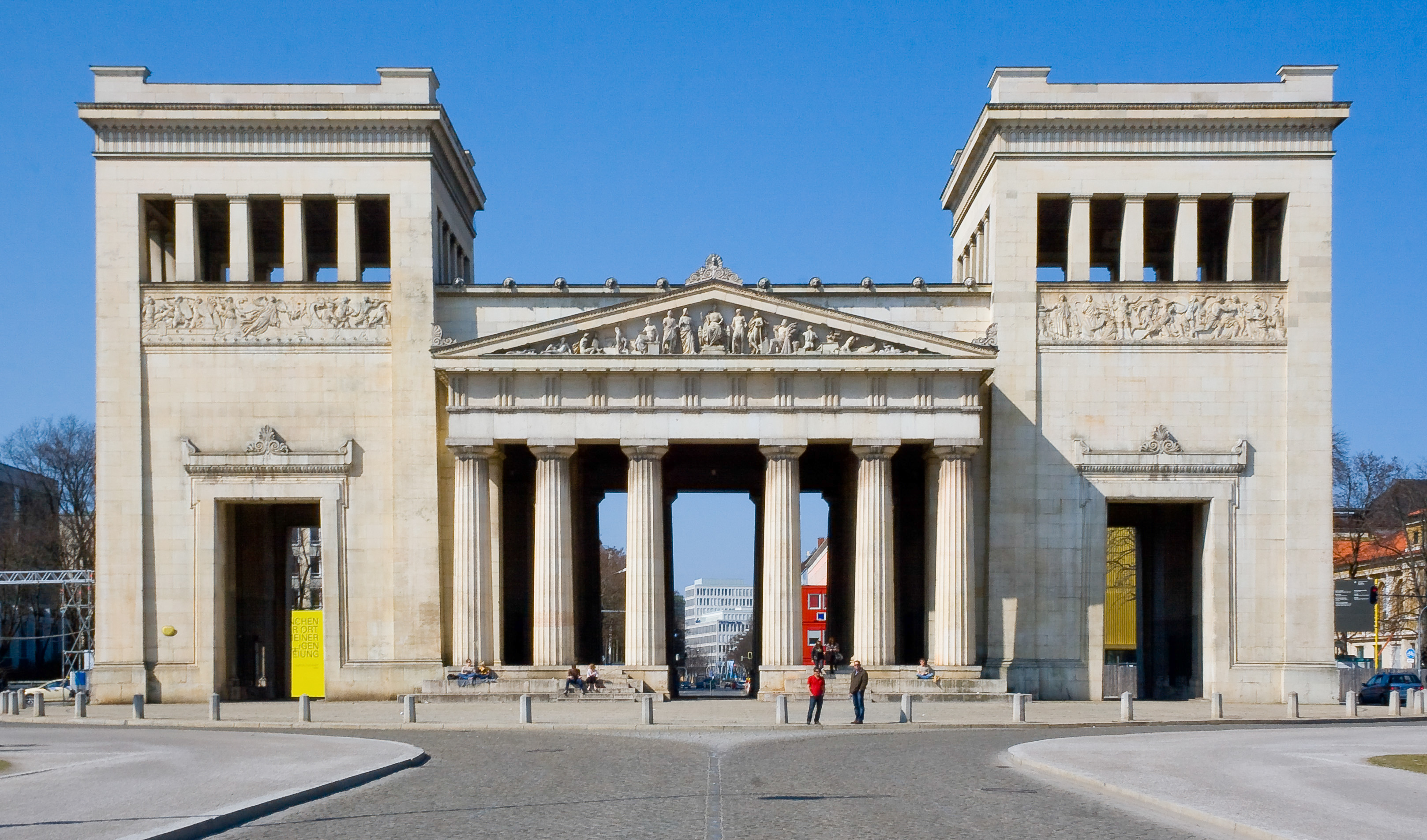
Пропилеи, Мюнхен
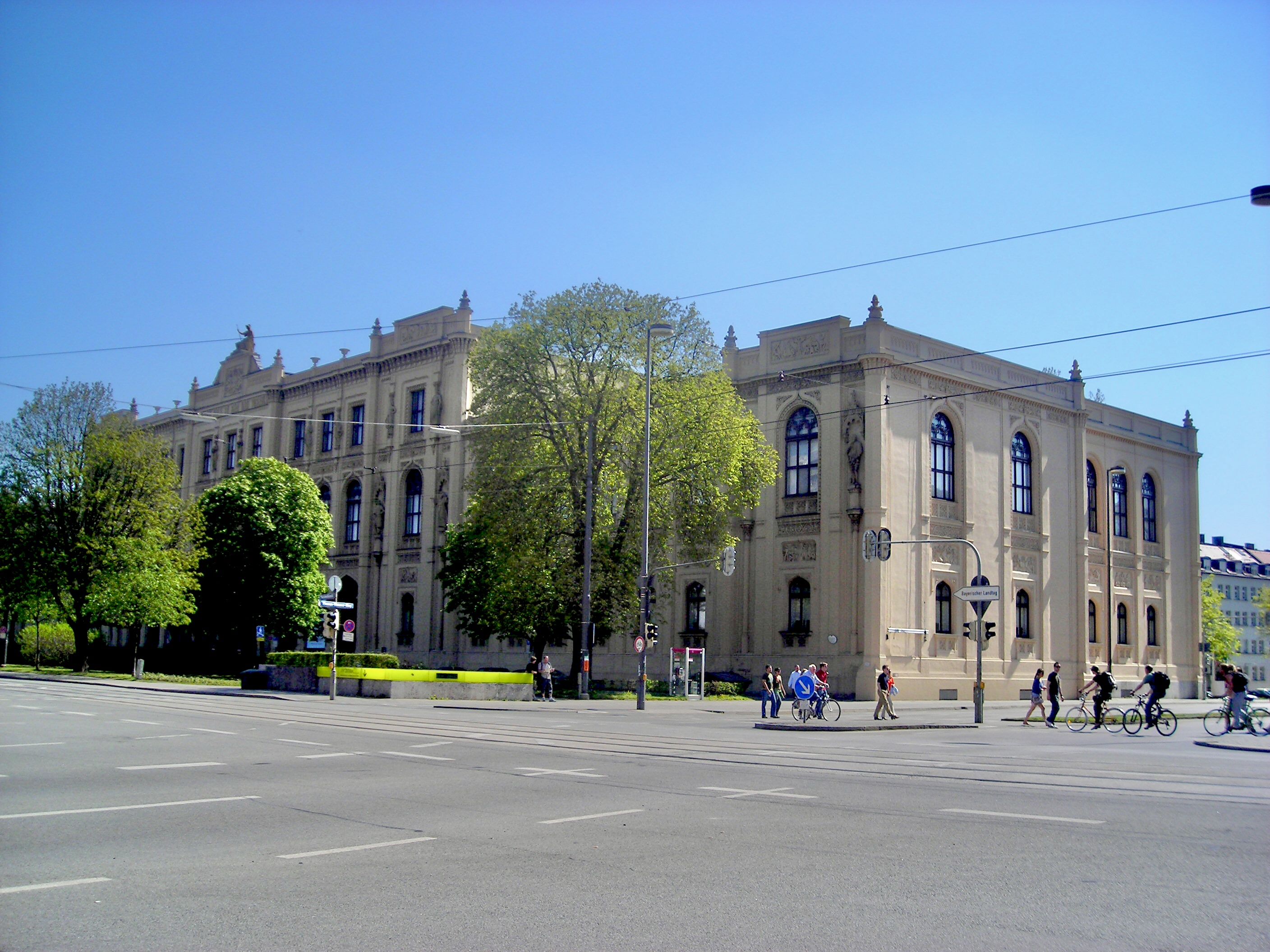
Баварский национальный музей, Мюнхен
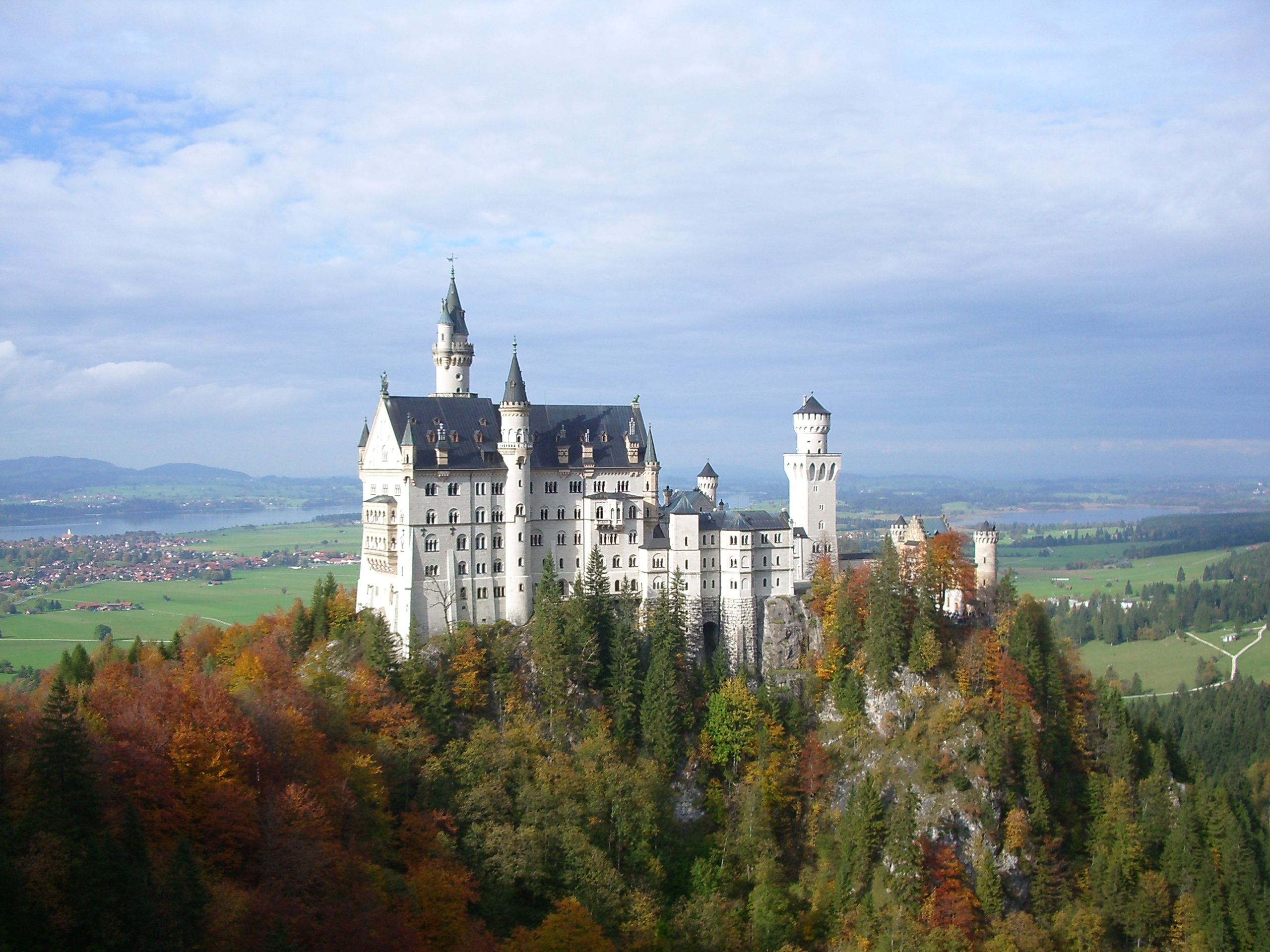
Нойшванштайн, Швангау
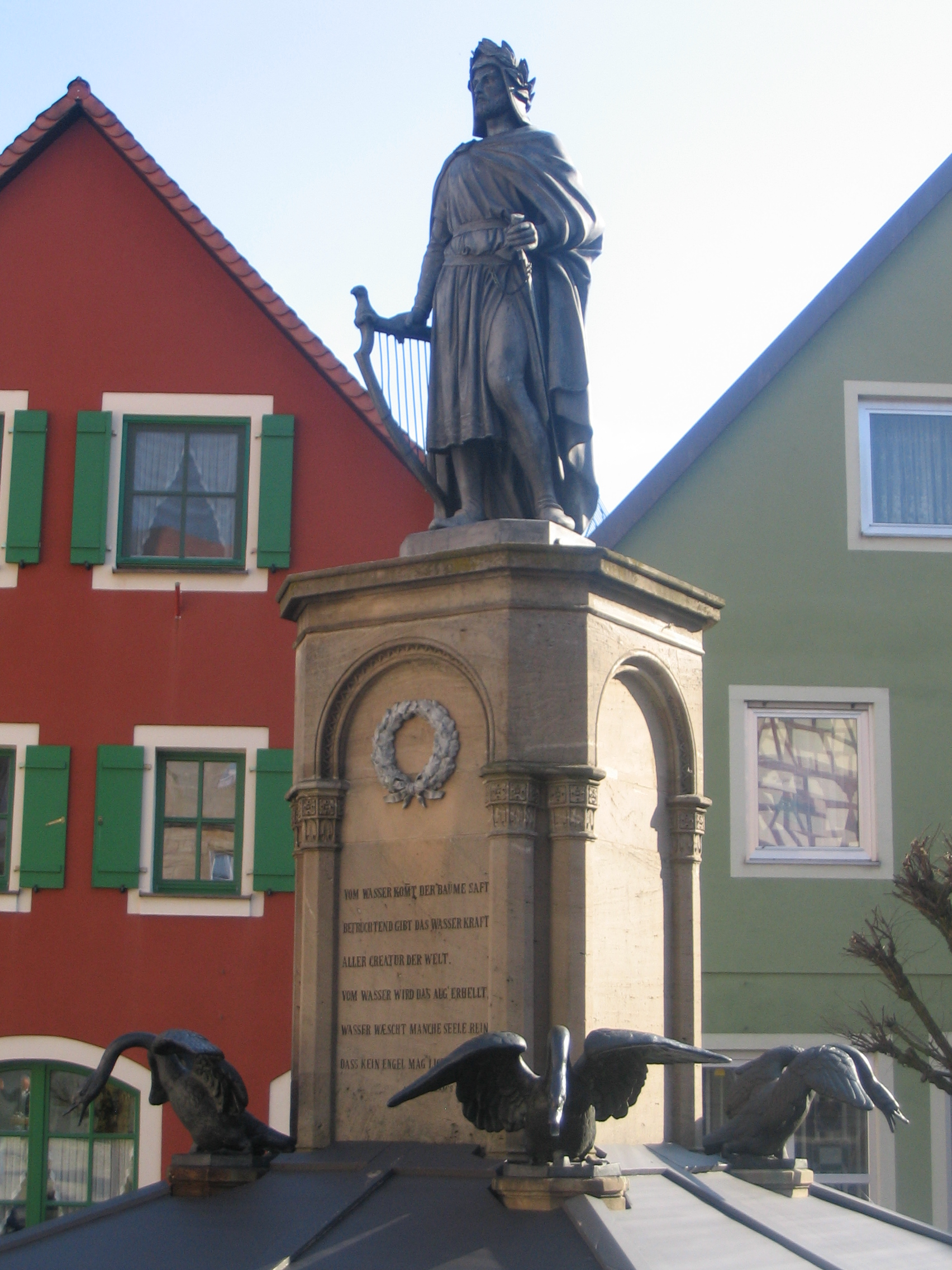
Памятник Вольфраму фон Эшенбаху, Вольфрамс-Эшенбах